# متین سرزلی
متین سرزلی (ترکی استانبولی: Metin Serezli؛ ۱۲ ژانویه ۱۹۳۴ – ۱۰ مارس ۲۰۱۳) بازیگر، دوبلور و کارگردان نمایش اهل ترکیه بود. وی بین سال‌های ۱۹۵۸ تا ۲۰۱۳ میلادی فعالیت می‌کرد.